# Чермянка
Чермя́нка (Черни́ца, Чёрная) — малая река на севере Москвы, правый приток Яузы. Главная река района Бибирево. Общая длина Чермянки составляет 12 км, в пределах Москвы — 10,3 км, в открытом течении — 7,6 км. Площадь бассейна в городской черте около 20 км². Истоки находятся в Мытищинском районе Московской области. Течёт в районе улицы Корнейчука, улицы Плещеева, затем между Ясным и Юрловским проездами, устье — напротив Тенистого проезда.

## Происхождение названия

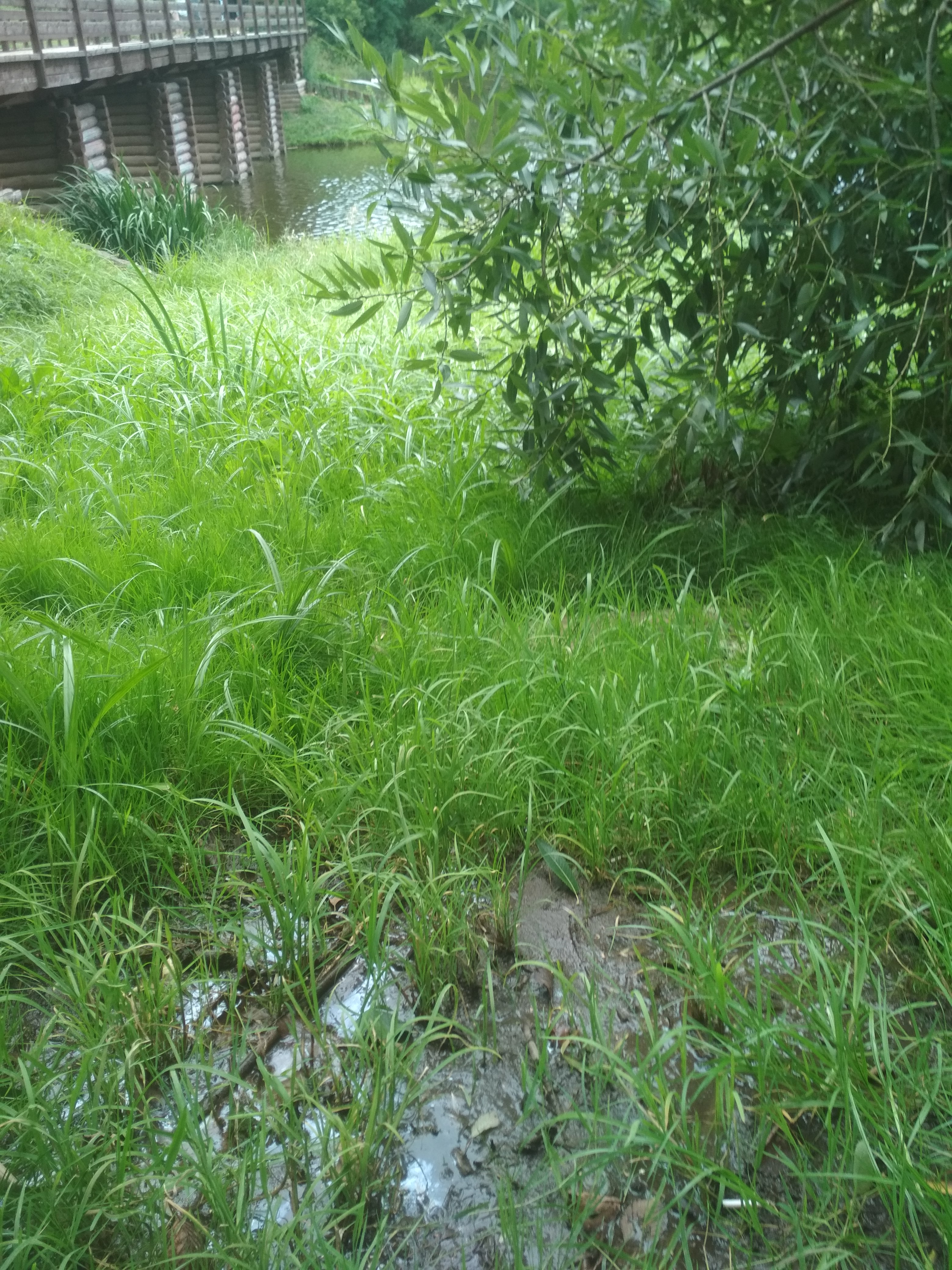
Обнажение красной глины и ключ в долине реки Чермянки

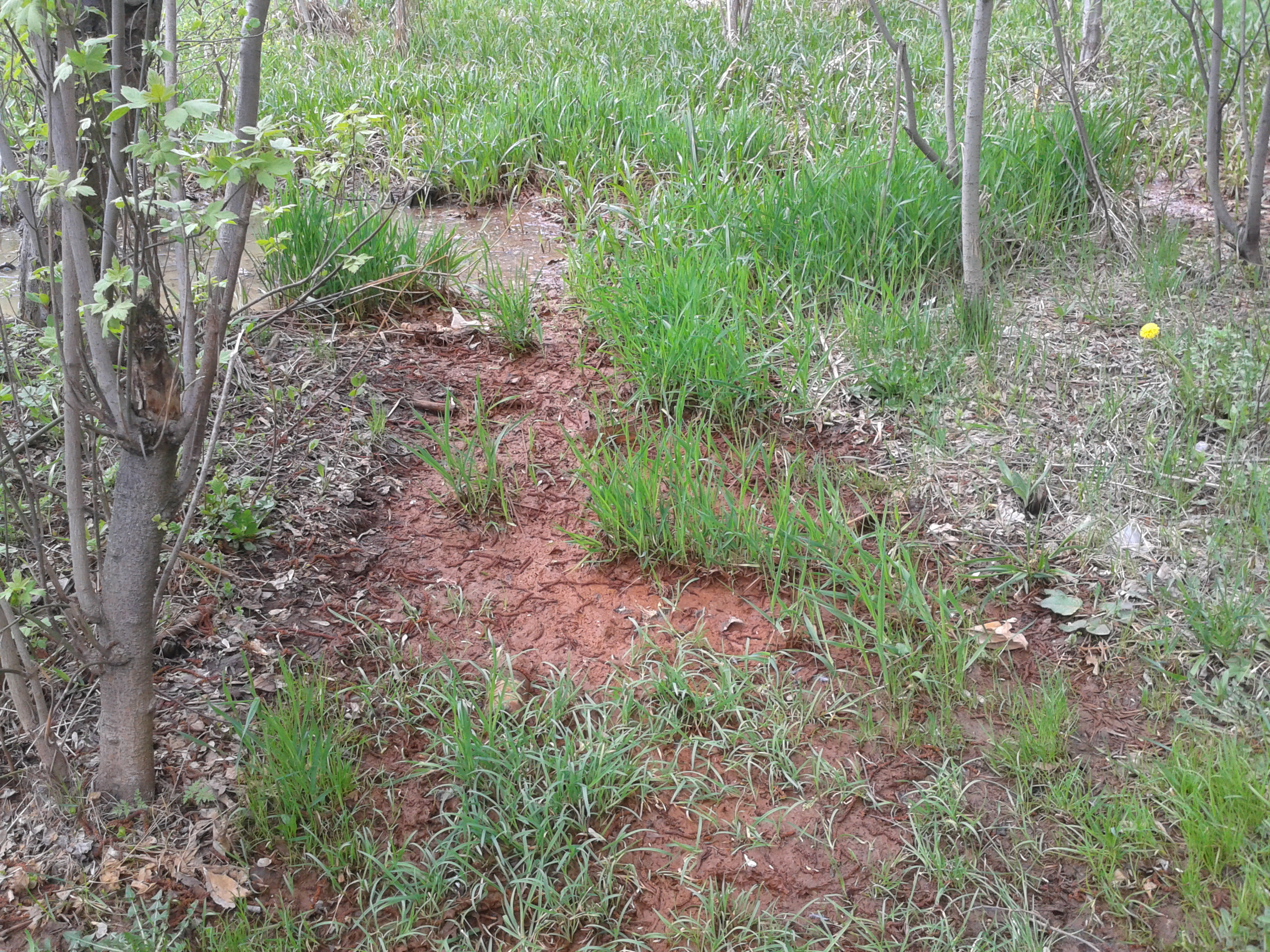
Обнажение красной глины у Чермянки

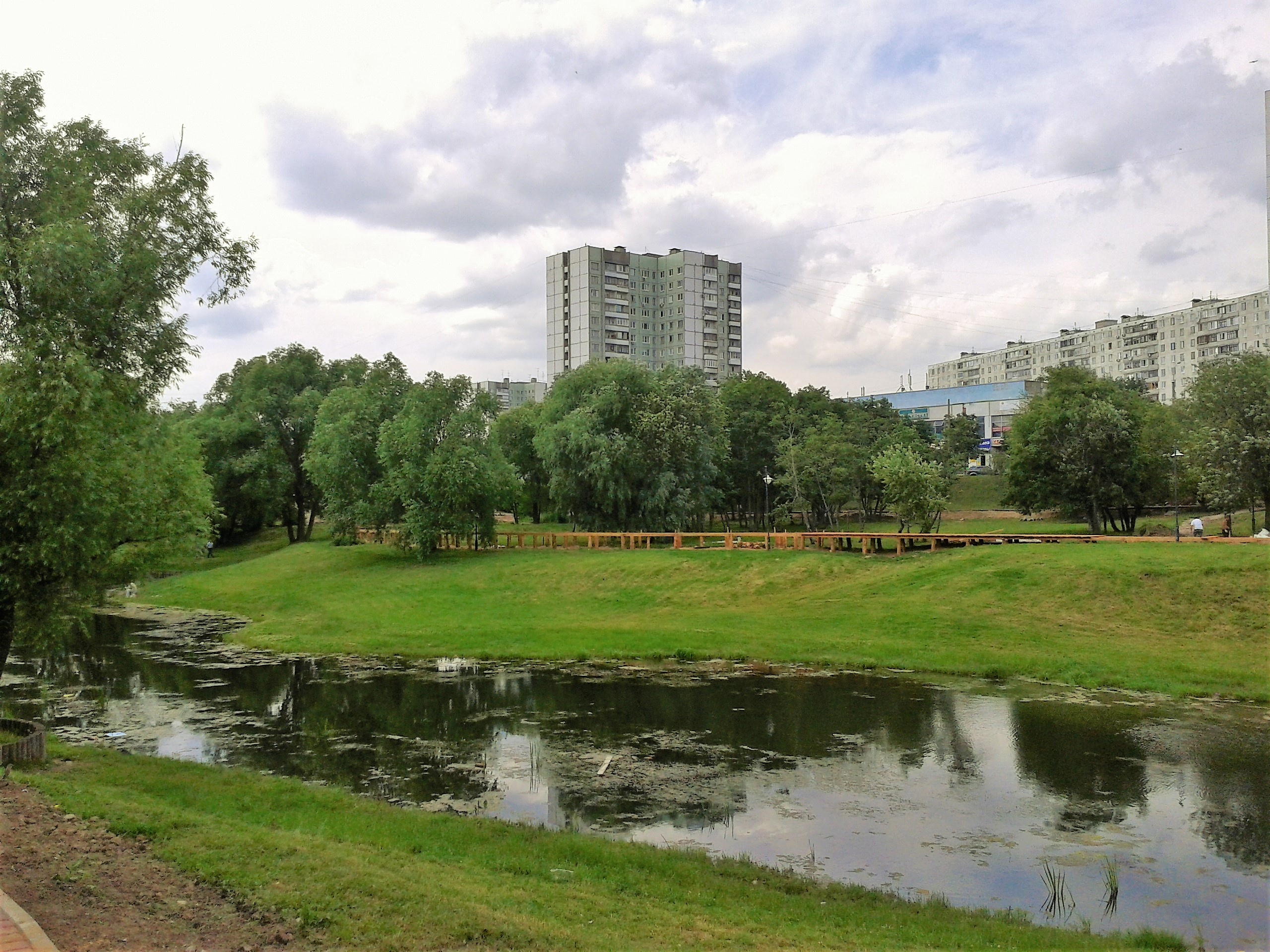
Русло Чермянки в районе дома 25Б по улице Лескова. В этом месте, по словам Ю. Насимовича, находится «безводное устье» Самотёки, технически — портал подземного коллектора для аварийного водосброса

Чермянка (на карте города Москвы 1952 г. именуется как река Черёмушка) — славянское название от основы прилагательного чьрмьнъ — «красный». По одной из версий, может обозначать красноватый цвет воды из-за наличия соединений железа (почва Алтуфьева — красные глины). Гидроним имеет широкие параллели по всей славянской языковой области. В русских говорах слово чермный часто смешивается со словом чёрный, отсюда и второй вариант названия — Черница (вероятно, также связанный с названием бывшей деревни Чернево). На берегах Чермянки находились деревни Подушкино, Юрлово, Сабурово, Козеево, Чернево и Медведково, а также расположена современная этнографическая деревня Бибирево.

## Гидрография

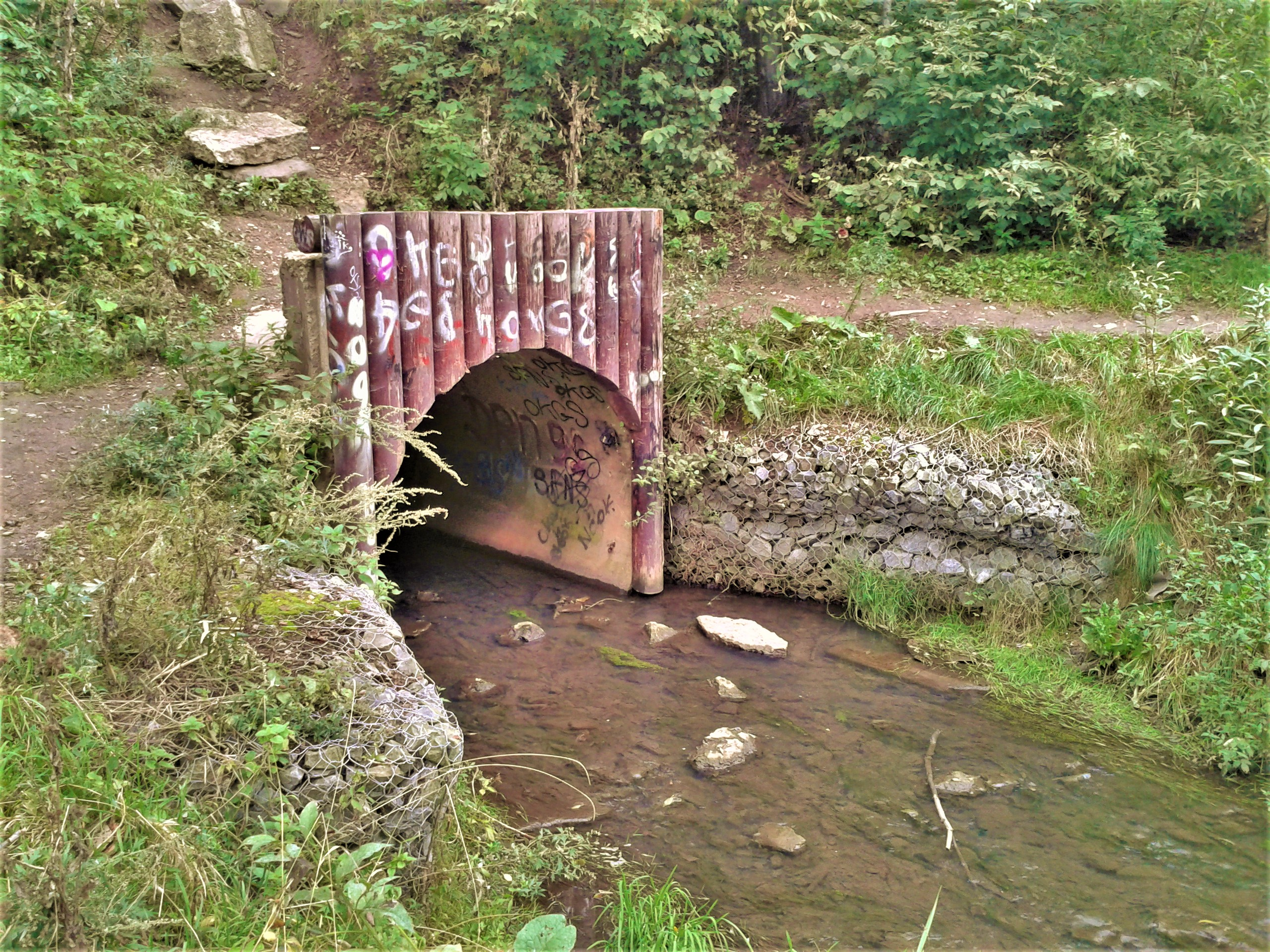
Звероножка (Звериношка, Здериножка, есть даже вариант Медвежья Лапа), левый приток Чермянки

Вопрос, что можно считать истоком Чермянки, открыт. Существуют две версии местонахождения истока. По распространенной неофициальной версии (согласно Google Maps, Яндекс Картам, а также Викимапии), истоком Чермянки считается ручей, вытекающий из небольшого пруда в центре деревни Вёшки. По данной версии истока, Чермянка протекает через цепочку прудов в усадьбе «Нехлюдово» (Хлебниковский лесопарк), проходит через коллектор под МКАД в районе посёлка Нагорное, принимает небольшой левый приток и впадает в пруд «Этнографической деревни Бибирево» на улице Корнейчука. По второй версии (официальная карта Росреестра, топографическая карта Московской области 1990 года и др.), исток Чермянки находится в лесу восточнее современного посёлка Северный, в настоящее время этот правый приток иногда называют «Самотышка» («Самотёка»), на территории Москвы большая его часть заключена в подземный коллектор.
Ю. Насимович тоже пишет о двух вариантах: «правом» («Самотышка») и «левом» (у Насимовича без названия). При этом он отмечает, что Самотышка «является правым и основным (более длинным и многоводным) истоком Чермянки, в последнее время воспринимается местным населением в качестве Чермянки, но исторически гидроним „Чермянка“, вероятно, относился к левому истоку» (второй вариант не имеет исторических подтверждений).
На карте Росреестра Чермянка подписана по руслу «правого» притока. Точно так же она подписана на всех доступных старых картах и современных атласах с картоосновой Роскартографии или Генштаба (например, атлас «Большая Москва», «Атлас Москва», карта «Московская область. Москва и окрестности» с географической основой Московского аэрогеодезического предприятия Федеральной службы геодезии и картографии России, 2001 г. и др.). Тот приток, который в труде Насимовича назван просто «левым», на старых картах подписан как Здериножка, Здериношка или Звериношка, местные жители снесенной в 1970-х годах дер. Подушкино, как засвидетельствовали средства массовой информации, называли эту речку Медвежьей Лапой. Вместе с тем А. В. Бабушкин в книге «Исторические прогулки…» прямо говорит о том, что Чермянка начинается в месте слияния Самотёки и Звероножки.
Сейчас в этом месте (район этнографической деревни Бибирево) во́ды данных двух рек не перемешиваются, так как Самотёка забрана в коллектор ещё в районе Мелиховской улицы (Насимович говорит о её современном «безводном устье» у дома 25Б по улице Лескова), и сливаются реки в коллекторе около дома 58А по улице Корнейчука. Пересекая в подземном коллекторе улицу Корнейчука и Широкую улицу, Чермянка выходит на поверхность у пожарного проезда вдоль улицы Плещеева. В районе станции метро Бибирево Чермянка принимает справа Алчанку (Ольшанку). Как пишет Насимович, в литературе упоминаются ещё и такие притоки Чермянки, как Глинский ручей и Безымянный поток, но «местоположение их не установлено (Яременко, 2000)». Вблизи Юрловского проезда в трубе течёт ещё один приток Чермянки — Федоровский ручей.
В пойме правого притока, Алтуфьевской речки — пруд в усадьбе Алтуфьево (площадь 6,5 га), на левом притоке — каскад из четырёх прудов в Хлебниковском лесопарке (усадьба «Нехлюдово»).
В 1960-х годах на берегах реки Чермянки били ключи.

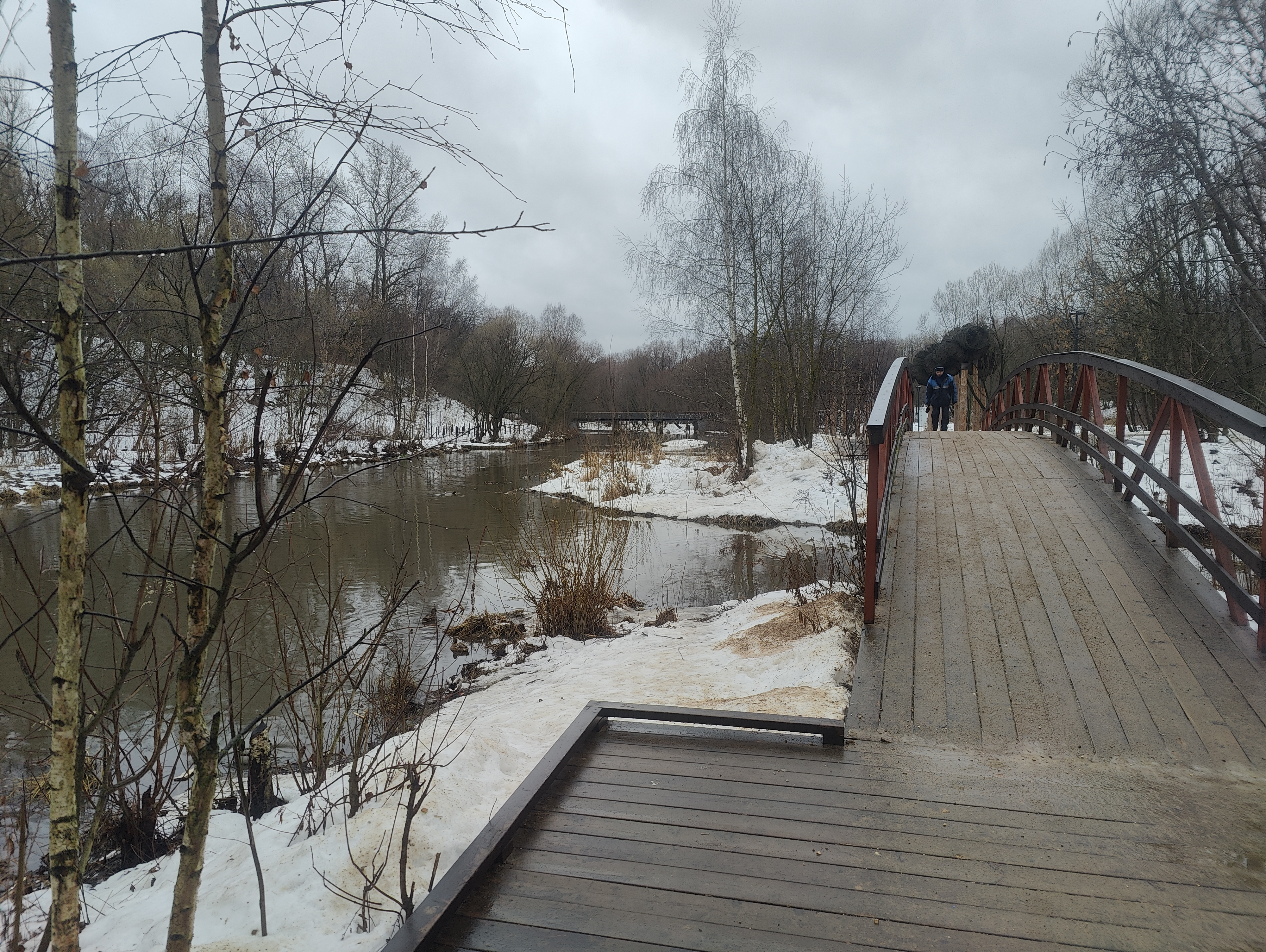
Пешеходный мост в парке «Яуза» над устьем Чермянки, впадающей в Яузу

## Экология

### Конец XX века
Состояние реки в 1980-х годах (напоминала «грязное болото») можно увидеть в одной из серий детского киножурнала «Ералаш».
Долина Чермянки между улицей Корнейчука и улицей Лескова и от проезда Дежнёва до устья — памятник природы с 1992 года.

### Современность
Река сильно загрязнена хозяйственно-бытовыми сточными водами, попадающими в её притоки в Мытищинском районе Московской области, а также нефтепродуктами и солями железа.

## См. также

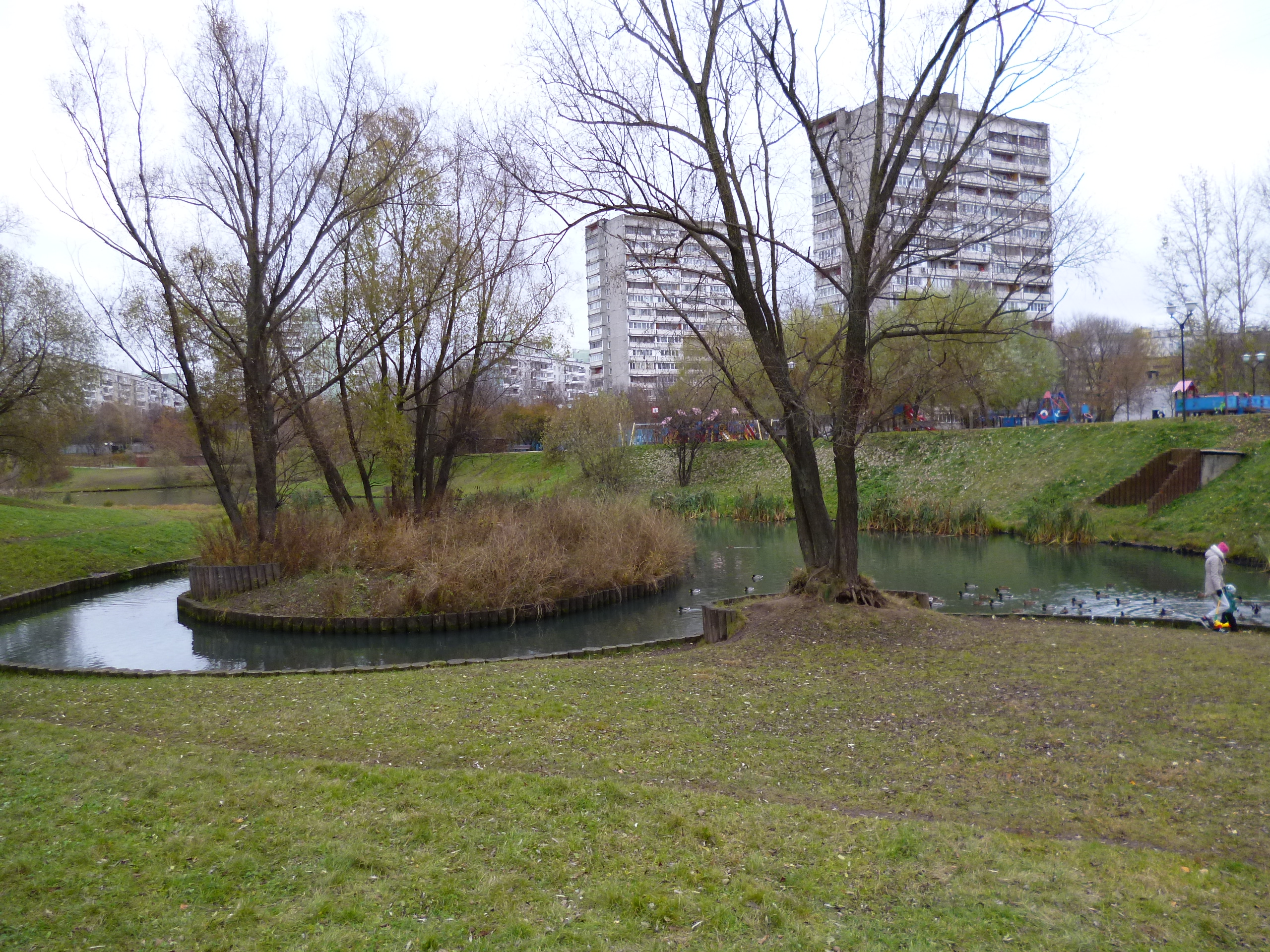
Упомянутое Ю. Насимовичем «сухое» устье Самотёки (справа на фото — портал подземного коллектора). С 2004 г. — запруда на р. Чермянке в парке «Этнографическая деревня Бибирево»)